# Choi Jong-woo
Choi Jong-woo (kor. 최종우; * 17. Februar 1997) ist ein südkoreanischer Badmintonspieler.

## Karriere
Choi Jong-woo gewann 2013 das Malaysian Juniors. 2012, 2013 und 2014 startete er bei den Badminton-Juniorenweltmeisterschaften, wobei er 2013 Bronze im Herrendoppel gewinnen konnte. Bei der Korea Open Super Series 2014 stand er in der ersten Runde des Hauptfeldes im Herrendoppel. Beim German Juniors 2014 wurde er Zweiter im Doppel.